# العلاقات السعودية المغربية
العلاقات السعودية المغربية هي العلاقات الثنائية والتاريخية بين المملكة المغربية والمملكة العربية السعودية، بلدين من بلدان العالم العربي، في منطقة الشرق الأوسط وشمال أفريقيا. تجمعهما علاقات تاريخية منذ أمد بعيد، حيث تربط كلا العاهلين علاقات أخوية تترجمها الزيارات المتكررة لبعضهما البعض. ويعيد بعض من الباحثين العلاقات المميزة بين البلدين في الوقت الحاضر إلى عمقها التاريخي، فقد قامت العلاقات بين المملكة العربية السعودية والمملكة المغربية عام 1957م أي بعد اقل من عام على استقلال المملكة المغربية.

## تاريخ
شكلت أرض الحجاز بالنسبة للمغاربة منذ ظهور الإسلام ٬ قبلتهم السنوية حيث الأماكن المقدسة٬ فكانوا يتوجهون جماعات لأداء مناسك الحج. وشكلت تلك الرحلات اهتمام بالغ من قبل سلاطين المغرب، حيث كانوا يحرصون على امدادها بالهديا ومن تلك القوافل التي ذكرتها كتب التاريخ، بعثة السلطان السعدي الوليد بن زيدان التي زودها بالذهب اكراما للبيت، وبعثة علوية ترأستها زوج السلطان المولى إسماعيل، الفقيهة خناتة بنت بكار.
الاتصال بين الجانبين يعود إلى زمن بعيد وقبل إرساء الدولة السعودية الأولى. وعند ظهور الحركة الاصلاحية للشيخ محمد بن عبد الوهاب، وصلت رسالة من الحجاز إلى فاس لتبليغ دعوة الشيخ ابن عبد الوهاب وكان ذلك في عهد السلطان المولى سليمان الذي كلف علماء القرويين بالرد على الرسالة، فارسل ابنه إبراهيم على رأس وفد الحجاج والذي كان يضم الكثير من العلماء للرد على تلك الرسالة. بل ان هناك من الباحثين من ربط بين الاصلاحات التي نهجها المولى سليمان في اجتناب المغالاة في الدين والحركة الاصلاحية للشيخ محمد بن عبد الوهاب.

### العلاقات الحديثة والعمل المشترك
يعود تاريخ قيام العلاقات الرسمية بين المملكة العربية السعودية والمملكة المغربية إلى عام 1957م بعد أقل من عام على استقلال المغرب. وتعتبر العلاقات بين المملكة العربية السعودية والمملكة المغربية من أكثر العلاقات العربية استقراراً انطلاقا من الثوابت الأساسية لكلا البلدين القائمة على عدم التدخل في الشئون الداخلية للغير، وتمثل اللجنة العليا المشتركة بين البلدين اجد اقدم آليات التعاون العربية حيث انشئت بناء على اتفاقية التعاون الاقتصادي والتقني الموقعة بين البلدين في 14/4/1976م والتي عقدت اجتماعها الأول عام 1980م، وقد شهدت العلاقات تطورات متتالية في المجالات الثقافية والاقتصادية والسياسية تم خلالها التوقيع على العديد من الاتفاقيات التي وارتفعت معها التبادلات التجارية بين البلدين والزيارات الرسمية بين كبار المسئولين والتعاون الثقافي بين المؤسسات الثقافية بين البلدين، ويتم التنسيق الآن بين البلدين على المستوى العربي من خلال عضويتهما في الجامعة العربية وعلى المستوى الإسلامي من خلال عضويتهما في منظمة المؤتمر الإسلامي اما على المستوى الدولي فكلاهما عضوين في منظمة الامم المتحدة، بالإضافة إلى التنسيق من خلال المنظمات الدولية المتخصصة واللقاءات الثنائية المستمرة بين كبار المسولين.
إن الروابط المشتركة بين الرباط والرياض تنبع خصوصيتها من حرص البلدين على جعل علاقاتهما الثنائية قدوة ومثالا للعلاقات بين بلدين يؤسسان إرادتهما في هذا الاتجاه على تكريس الفكر والجهد والطموح نحو بناء قوي ومتين وهادف.

وتعمل حكومتا البلدين في ظل هذه العلاقات الأخوية المتميزة، على بلورة سياسات ناجعة تقوي من مسار العلاقات الاقتصادية والتنموية الثنائية كما تجسد ذلك الزيارات المتبادلة بين مسؤولي البلدين لإعطاء زخم لهذه العلاقات بما يقويها ويجعلها رافدا أساسيا في خدمة اقتصاد البلدين.
ويبدو أن أقوى محفز وأكبر دافع للارتقاء بمستوى هذه العلاقات بحاضرها الحافل ومستقبلها الواعد، هو سعي قائدي البلدين إلى تعزيز التعاون المشترك بين المملكتين، وتوجيهاتهما النيرة للدفع بهذه العلاقات وبهذا التعاون إلى مدى أوسع وأعمق بما يعود بالخير والازدهار على الشعبين الشقيقين المغربي والسعودي.
وعلاوة على العمل الذي تقوم به اللجنة العليا المشتركة بين البلدين، التي تعتبر إحدى أعرق آليات التعاون العربية – العربية، في ما يخص تثبيت وإرساء أسس التعاون الثنائي، فإن مسؤولي البلدين حريصون، وبشكل منتظم ومتواصل، على استشراف أفاق تعاون مشترك وواعد، يجد صداه في تعزيز الاستثمارات البينية والنهوض بالمبادلات التجارية والاقتصادية إلى مستويات أفضل.

لذلك، فإن هذا الرهان يظل مطروحا، لتنويع روافد هذا التعاون، ليشمل أكبر قدر من القطاعات الاقتصادية والتنموية، وارتياد أفاق تنموية واعدة، تعود بالنفع على البلدين وتحقق طموحات الشعبين الشقيقين.

والأكيد أن الزيارة الكريمة التي قام بها الملك محمد السادس في 29 أبريل 2015، للمملكة العربية السعودية ولقائه بأخيه خادم الحرمين الشريفين الملك سلمان بن عبد العزيز، أعطت أكلها ونتائجها الطيبة لصالح الشعبين المغربي والسعودي وبما يرضي طموحاتهما.
لذلك فإن البلدين، المملكة العربية السعودية، التي أضحت فاعلا سياسيا واقتصاديا أساسيا في المنطقة، والمغرب، البلد الذي يمضي قدما نحو تثبيت دعائم التقدم والتطور في شتى المجالات، قادران على نهل سبل واعدة لإرساء شراكة حقيقية ومثمرة كفيلة بتعزيز موقعهما ومكانتهما على الصعيد الإقليمي والدولي.
- في 07 مايو 2024، استقبل ملك المغرب محمد السادس، بالقصر الملكي بالدار البيضاء، الأمير تركي بن محمد بن فهد بن عبد العزيز، وزير الدولة عضو مجلس الوزراء، حاملا رسالة خطية من خادم الحرمين الشريفين الملك سلمان بن عبد العزيز آل سعود والأمير محمد بن سلمان بن عبد العزيز آل سعود ولي العهد رئيس مجلس الوزراء، وقد رحب الملك محمد السادس بالعلاقات الأخوية المتميزة التي تربط البلدين.[5][6][7][8][9][10]
- في يناير 2024، في خطوة تؤكد التزام المملكة العربية السعودية بمبادئ الدبلوماسية واحترام السيادة الوطنية للمملكة المغربية، عمم الديوان الملكي في المملكة العربية السعودية برقية عاجلة على المصالح الحكومية في البلاد، تحث على عدم استخدام خريطة المملكة المغربية مجزأة.[11]

إلتزاما من المملكة العربية السعودية، بقواعد الدبلوماسية وضرورة احترام السيادة الوطنية للدول، وانطلاقا من الدور الذي تلعبه في دعم الاستقرار والتنمية في المنطقة.
أصدر الديوان الملكي (السعودية) قرارا يحمل إمضاء فهد بن محمد بن صالح العيسى، رئيس الديوان الملكي موجهاً لكافة الإدارات العمومية، والمؤسسات والمراكز التعليمية، وجميع المصالح الحكومية، وكل الوزارات الوصية؛ بإشراف من الهيئات الحكومية السعودية؛ يدعو فيه إلى ضرورة التزام جميع الجهات المعنية بعدم استخدام مصطلح الصحراء الغربية، أو استعمال خريطة المغرب بدون صحرائه المغربية.
وتندرج هذه الخطوة، استنادا إلى الأمر السامي رقم 59609 في 1445/07/12 هجرية، الذي ينص على ضرورة التزام جميع الجهات بالامتناع عن استخدام تلك التسميات أو الرموز، كما تأتي في سياق الاعتراف الثابت من المملكة العربية السعودية بسيادة المغرب على صحرائه، وموقفها الداعم لوحدة التراب الوطني للمملكة المغربية، وتأكيدا على أهمية استقرار المنطقة وتعزيز التعاون الإقليمي من أجل التنمية، وأنه لكل دولة الحق في حماية سيادتها ووحدتها الوطنية.
بتاريخ 7 ماي 2024، استقبل الملك محمد السادس، بالقصر الملكي بالدار البيضاء، الأمير تركي بن محمد بن فهد بن عبد العزيز آل سعود وزير الدولة السعودي، عضو مجلس الوزراء، مبعوث  الملك سلمان بن عبد العزيز آل سعود، عاهل المملكة العربية السعودية حاملا رسالة من خادم الحرمين الشريفين لأخيه الملك.

#### التعاون في المجال الأمني
2023: توقيع اتفاقية تعاون في مجال مكافحة الإرهاب وتمويله
في الثلاثاء 24 يناير 2023، استقبل المدير العام لمراقبة التراب الوطني، عبد اللطيف الحموشي، بمكتبه بالرباط، الوزير عبد الله بن فهد بن صالح العويس، نائب رئيس أمن الدولة السعودي، الذي أتى للمملكة المغربية في زيارة عمل مع وفد أمني، يضم عددا من الأجهزة الإدارية والخبراء الأمنيين.
على خلفية أشغال هذه الزيارة، وقع عبد اللطيف حموشي وعبد الله بن فهد بن صالح العويس، اتفاقية تعاون بين البلدين تروم تنظيم وتطوير التعاون والتنسيق الأمني في مختلف المجالات المرتبطة بمكافحة الإرهاب وعمليات تمويله.
يتطلع البلدان إلى تطوير علاقات التعاون الأمني والاستخباراتي، وتنسيق جهود مكافحة الإرهاب والتطرف، لمنع التنظيمات الإرهابية من التوفر على مصادر التجنيد وموارد التمويل.
2024: زيارة عبد اللطيف الحموشي للسعودية
على هامش تنظيم المملكة العربية السعودية لفعاليات المؤتمر العالمي للدفاع، خلال الفترة الممتدة من 4 إلى 8 فبراير، أجرى المدير العام للأمن الوطني ولمراقبة التراب الوطني عبد اللطيف الحموشي زيارة عمل للمملكة العربية السعودية، بدعوة من رئيس جهاز أمن الدولة السعودي الفريق الأول عبد العزيز بن محمد الهويريني.
على خلفية هذه الزيارة أجريت عدة مباحثات على مستوى التعاون بين البلدين في المجال الأمني، وكذا آليات تطوير هذا التعاون وتقوية العلاقات بين البلدين.

## علاقات ثقافية
للعلاقات الثقافية بين البلدين بعدين اثنين، يأتي في مقدمتها علاقة الدين الإسلامي الذي يعد إطارا للبلدين في عمومياته وفي الكثير من تفاصيل مجالاته الاجتماعية الشؤون الحياتية. والبعد الثاني الرئيسي هو رابط اللغة العربية التي تعد وعاء الثقافة بين البلدين، مما يجعلها قاسماً ثقافياً ومعرفياً مشتركاً يندرج تحته الكثير من المشتركات الأدبية والثقافية والإبداعية والأدبية بين البلدين، بالإضافة إلى العديد من الاتفاقيات التي يتم توقيعها وإبرامها بين المؤسسات الثقافية في لسعودية والمغرب. وقاد المغرب والسعودية في أواخر الستينات حملة تطالب بجعل العربية لغة رسمية في الأمم المتحدة، وقد خصصت المنظمة الدولية يوما عالميا للغة الضاد، وهو 18 ديسمبر، كونه اليوم الذي أصدرت فيه الجمعية العامة للأمم المتحدة قرارها بإدخال اللغة العربية ضمن اللغات الرسمية.
في فبراير 2012 تم دعوة المملكة العربية السعودية كضيف شرف في معرض الكتاب الدولي بالدارالبيضاء٬ وشاركة المغرب كذلك كضيف شرف في مهرجان سوق عكاظ الدولي في سبتمبر 2012.

## علاقات اقتصادية
ارتفع حجم التبادل التجاري بين البلدين، من مليار دولار في عام 2000 إلى 20 مليار دولار في 2011. وارتفعت الصادرات المغربية إلى السعودية، من 62 مليون دولار عام 2006 إلى 260 مليون دولار عام 2011، فيما ارتفعت الصادرات السعودية إلى المغرب لتبلغ نحو 1.75 مليار دولار عام 2011. ومن أهم المواد المصدرة من السعودية إلى المغرب: المواد الكيماوية والطاقة والمعادن والصناعات الميكانيكية والتعدين والصناعات الخفيفة والأغذية إضافة إلى النسيج والألبسة.
في نوفمبر 2013م أعلن مجلس الأعمال المغربي السعودي عن إنشاء «المملكتين للنقل البحري» وهي شركة مشتركة للملاحة التجارية يزيد رأسمالها عن 415 مليون ريال سعودي / حوالي 1 مليار درهم، ستغطي هذه الشركة خط مباشر بين الدار البيضاء وجدة، ستبدأ نشاطها بأسطول من ست سفن مملوكة للشركة وتحمل العلم السعودي.
- في 21 يناير 2024، انعقد بالعاصمة السعودية الرياض اجتماع ملتقى الأعمال السعودي- المغربي، برئاسة رئيس الاتحاد العام لمقاولات المغرب ورئيس اتحاد الغرف السعودية، ومشاركة أكثر من 250 رجل أعمال مغربيا وسعوديا، من أجل مناقشة سبل تعزيز وتطوير التعاون الاقتصادي والتجاري والاستثماري بين البلدين، إضافة إلى تدارس سبل تعزيز الشراكة الاقتصادية بين القطاعين الخاصين في كلتا الدولتين في عدد من القطاعات، بما فيها القطاع الصناعي والسياحي والطاقات المتجددة.

وبالإضافة إلى العلاقات السياسية والدبلوماسية التي تجمع الرباط والرياض، فإن المملكة المغربية تعد من أكبر الشركاء الاقتصاديين للمملكة العربية السعودية على مستوى منطقة شمال إفريقيا، حيث شهد التبادل التجاري بين البلدين تطورا ملحوظا في السنوات القليلة الماضية، حيث ارتفع بنسبة قاربت 223 في المائة برسم سنة 2022 ليصل إلى أكثر من 16,4 مليار ريال سعودي، أي حوالي 4,4 مليارات دولار في سعر الصرف الحالي، فيما وصلت القيمة الإجمالية لحجم المبادلات بين البلدين حوالي 5,7 مليارات دولار برسم السنة الماضية.
وفي هذا الصدد دعا خالد بن جلون، رئيس مجلس الأعمال المغربي- السعودي، في كلمة له على هامش انعقاد الملتقى، إلى “إنشاء صندوق استثماري مشترك بين البلدين وتسهيل حركة التجارة بينهما”. وكانت الرياض قد عبرت عن رغبتها في إبرام اتفاقية للتجارة الحرة مع المملكة المغربية، حيث وقع البلدان عددا من الاتفاقيات بهدف رفع التبادل التجاري بينهما على غرار اتفاقية الاعتراف المتبادل بشهادات المنتجات الغذائية “الحلال” وغيرها من الاتفاقيات في مختلف المجالات.
من جهته، دعا شكيب لعلج، رئيس الاتحاد العام لمقاولات المغرب، الشركات السعودية والمغربية إلى “توحيد جهودهما لدخول أسواق جديدة كالسوق الإفريقية”، مسجلا أن “المملكة المغربية، باعتبارها بوابة القارة السمراء، يمكن أن تشكل منصة للشركات السعودية الراغبة بالاستثمار في هذه القارة، خاصة أن القطاع الخاص المغربي راكم خبرة في هذا المجال الجغرافي باعتباره من أهم المستثمرين فيه”.
واتفق ممثلو القطاع الخاص في المملكتين على مجموعة من المبادرات المشتركة من أجل دفع عجلة التعاون الاقتصادي بين البلدين على غرار تفعيل مشاريع خط النقل البحري المباشر، وإنشاء صندوق مشترك للاستثمارات، وتشريع مشاركة الشركات المغربية في المشاريع التي أطلقتها الرياض في إطار رؤية المملكة 2030.
اضافة إلى ما سبق فقد شرع المغرب والسعودية في دراسة إطلاق صندوق مشترك لدعم الشركات المتوسطة والصغيرة للتصدير والاستثمار في البلدين بهدف رفع حجم التجارة البينية  وذلك خلال انعقاد مجلس الأعمال المغربي السعودي بمدينة الدار البيضاء .
ومن المرتقب أن يشارك في تأسيس الصندوق ،القطاعان العام والخاص من البلدين، بما في ذلك البنوك المغربية "التجاري وفا بنك"، و"البنك الشعبي"، و"القرض الفلاحي للمغرب"، و"بنك أفريقيا"، إلى جانب البنك السعودي للاستثمار، والمؤسسة الإسلامية لتنمية القطاع الخاص التابعة لمجموعة البنك الإسلامي للتنمية.
ويهدف الصندوق لا ن يكون "بمثابة شباك موحد لتسهيل الإجراءات التمويلية واللوجستية لدعم توجه الشركات للتصدير والاستثمار بين البلدين".
كما شهدت هذه السنة موافقة مجلس الوزراء السعودي برئاسة خادم الحرمين الشريفين الملك سلمان بن عبد العزيز آل سعود على عدد من اتفاقيات التعاون الموقعة بين البلدين، ومنها اتفاقية في مجال خدمات النقل الجوي، واتفاقية تعاون في مجال مكافحة جرائم الإرهاب وتمويله، ومذكرة تعاون في مجال الاعتراف المتبادل بشهادات الحلال للمنتجات المحلية، ومذكرة تفاهم للتعاون في المجال الثقافي.
الى ذلك  وقع المكتب المغربي للملكية الصناعية والتجارية، في ماي الماضي بالرياض، مع الهيئة السعودية للملكية الفكرية مذكرة تعاون في مجال الملكية الفكرية، تهدف إلى التعاون في مجال أنظمة الملكية الفكرية وسياساتها واستراتيجياتها وكذا المؤشرات الجغرافية وعمليات تسجيلها وتنميتها.
وتهدف المذكرة ايضا إلى تعزيز التعاون في مجال إدارة معلومات الملكية الفكرية وتبادل بياناتها فضلا عن أفضل ممارسات عمليات الملكية الفكرية. في 7 يوليو 2025، تعمل المملكة المغربية والمملكة العربية السعودية على تسريع جهود إحياء مشروع الخط البحري المباشر بين البلدين، بهدف تعزيز وتوسيع حجم التبادل التجاري الثنائي، وتنويع الصادرات والواردات، وتحسين ميزان التجارة الذي يميل بشكل كبير لصالح السعودية.

## موقف السعودية بشأن الصحراء
سبقت الإشارة إلى أن العلاقات الثنائية بين السعودية والمملكة المغربية شهدت تطوراً ملحوظاً على مر السنوات، حيث يتعزز التعاون الثنائي في مختلف القطاعات، وتأتي هذه التطورات في إطار التوجهات الاقتصادية والتجارية والثقافية للبلدين، حيث يسعى كل منهما إلى تعزيز الاستثمارات المتبادلة وتوسيع فرص التجارة، هذا التعاون بين البلدين الشقيقين يجعل من السعودية كمجموعة من الدول العظمى تأكد دعمها لجهود المغرب الرامية إلى تحقيق "حل سياسي واقعي" لقضية الصحراء، مشيرة إلى دعمها لمبادرة "إنشاء حكم ذاتي في المنطقة"، 
وفي سنة 2025 جددت المملكة العربية السعودية، في نيويورك، تأكيد دعمها لمبادرة الحكم الذاتي التي قدمها المغرب من أجل التسوية النهائية للنزاع الإقليمي حول الصحراء، في إطار السيادة الوطنية للمملكة ووحدتها الترابية.